# 木村博明
木村博明 （きむらひろあき、1966年1月15日　-　）は、日本の庭師である。
千葉県出身。
ＴＶ出演や雑誌などにも登場
近年はガラスを使ったアートの庭「玻璃ノ庭」なども手掛ける。
2019年 テレビ東京で放送された 『TVチャンピオン極 〜KIWAMI〜』ガーデニング王選手権 優勝
初代チャンピオン

庭に関する講演も多数行っており、庭に置くピザ窯「アウトドアオーブン」を広めるためワークショップも手掛ける。
トラックに積めるピザ窯を使い、東北地震被災地や各地でボランテイアとしてピザパーティーも開催。
1966年1月15日千葉県市川市に木村造園長男として生まれる
家業の庭師を継ぐため千葉県立成田園芸高等学校、造園科を卒業
庭師修行のため京都 木戸雅光作庭事務所にて修行
株式会社木村グリーンガーデナーの二代目代表として現在に至る。

## テレビ出演
・2002年　ＴＶ東京　第八回ＴＶチャンピオン「ガーデニング王」準優勝
・2006年9月　ＴＶ東京　「完成ドリームハウス」
・2009年～　　NHK住まい自分流　番組講師　
・2010年～　　NHK住まい自分流　番組講師　 ・2012年　ケーブルTV「J:com」　「アクトンTV」番組講師
・2012年　TBS『年末EXILE特番EXILE史上最大のｻﾌﾟﾗｲｽﾞ忘年会2012ありえないﾄﾞｯｷﾘに引っかかった瞬間SP』
・2013年　毎日放送「せやねん！」“ナニワ乃奥さま、スマイル化計画」
・2015年　テレビ朝日　美女たちの日曜日   ・2017年　ＢＳ朝日　暮らしハッピー自分流
・2019年 テレビ東京 『TVチャンピオン極 〜KIWAMI〜』ガーデニング王選手権 優勝 初代チャンピオン
・2020年12月8日(火) BSテレ東 『田中哲司のこの庭、きゅんです』

## 書籍
・2003年～　「ドゥーパ！」（学研）　
・2005年～2008年　「ドゥーパ！」（学研）　「木村博明の和風モダンなガーデンエクステリア」連載
・2007年　GAKKEN MOOK　「自分でできる　水と灯りの庭づくり」（学研）　
・2008年　「エクステリア＆ガーデン」（ブテック社）　
・2008年　エクステリアアイディア実例2000（学研）
・2009年～　「手作りガーデンシリーズ」（ブテック社）　
・2009年～　「NHK住まい自分流」（NHK出版）
・「DOシリーズ」ベランダ＆屋上庭園（学研）
・「DIY人気ガーデン実践集」巻頭カラー特集（学研）
・2021年　「ドゥーパ！」2021年2月号　No.140　半野外の囲炉裏小屋作り大作戦
その他多数

## 著書
共著・編著・共編著
2018年　木村博明の10万円でできるDIY庭づくり（ブテック社）

## 活動
- イベント

・2003年～　ジャパンDIYホームセンターショウ　ガーデン製作　
・SAVE KIDSキャンペーン「都会に森がやってくる2007」　ガーデン製作
・2008年～　子どもの森づくり運動「都会に森がやってくる」　ガーデン製作
・2006年～　ホームセンター　カインズホーム「手つくり大賞」特別審査員
- 講師

・2003年～　ジャパンDIYホームセンターショウ　ガーデニング講師　
・2004年～　各地ホームセンターにて「ドゥーパ！イベント」　講師
・2007年～　RKBハウジングパーク小倉（RKB毎日放送）　ガーデニング教室講師
・2012年　愛知県稲沢市「第40回いなざわ植木祭り」にて40周年アニバーサーリ講師
・2013年　山形県寒河江市　ゆめタネ＠さがえ　庭作り講師
・2016年　ドイト ウィズ リ ホーム下落合店　ウッドデッキ作り講習会
・2018年　浦安市茜浜住宅街での植木剪定講習会
その他多数
- その他

・2004年　季美の森ガーデンドリームコンペ優勝
・2009年　タカショー第14回 庭空間 施工例コンテスト　優秀賞
・2013年　山形県寒河江市　ゆめタネ＠さがえ、日本のトップがーデナー4人に選出され「人気ガーデンデザイナーによるオープンガーデン」展示
・2017年～KURE　5-56サイト　「毎日をちょっと楽しくするDIYレシピの紹介」連載　